# Corynitis
Corynitis é um gênero de traça pertencente à família Arctiidae.